# Aeroportul Internațional Mataveri
Aeroportul Internațional Mataveri (în spaniolă Aeropuerto Internacional Mataveri) (IATA: IPC, ICAO: SCIP) este un aeroport din Comuna Isla de Pascua, Provincia Isla de Pascua, Regiunea Valparaíso, Chile ce deservește zona Hanga Roa. Aeroportul a fost tranzitat în 2022 de 16.276 de pasageri.
Situat la o altitudine de 69 m, aeroportul dispune de 1 pistă.

## Infrastructură

### Piste
Aeroportul dispune de o singură pistă. Pista are orientarea 10/28.